# نينا رودريغيز
نينا رودريغيز (بالإسبانية: Carolina Rodríguez Ferrero)‏ هي عارضة وملحنة ومغنية كولومبية، ولدت في 15 يوليو 1985 في بوغوتا في كولومبيا.